# منطقة ميلانو الحضرية
منطقة ميلانو الحضرية هي مدينة حضرية في إيطاليا، تقع في لومبارديا، بلغ عدد سكانها 3,202,397 نسمة وذلك حسب إحصائيات سنة 2015، عاصمتها ميلانو، تبلغ مساحتها 1,575.65 كيلومتر مربع، رمزها البريدي هو 20121-20162 Milano, 20010-20099 altri comuni.

## الموقع
تشترك في الحدود مع:
- مقاطعة فاريزي
- مقاطعة لودي
- مقاطعة بافيا
- مقاطعة كريمونا
- مقاطعة منزا وبريانسا
- مقاطعة بيرغامو
- مقاطعة نوفارا.